# Catenulisporales
Ordre
Les Catenulisporales forment un ordre de bactéries gram positives de la classe des Actinomycetes.

## Description
Cet ordre comprend des bactéries gram positives. Elles peuvent être de formes bacillaires ou sporulées non mobiles.

## Liste des familles
Selon LPSN (29 octobre 2023) :
- Actinospicaceae Cavaletti et al. 2006
- Catenulisporaceae Busti et al. 2006

## Taxonomie
Le nom correct complet (avec auteur) de ce taxon est Catenulisporales Donadio et al. 2015.
Le genre type est : Catenulispora Busti et al. 2006.

### Étymologie
L'étymologie de cet ordre est la suivante : Ca.te.nu.li.spo.ra’les. N.L. fem. n. Catenulispora, genre type de cet ordre; L. fem. pl. n. suff. -ales, suffixe pour définir un ordre; N.L. fem. pl. n. Catenulisporales, l'ordre des Catenulispora,. Le terme est composé des racine Catenuli du Latin catena (chaine), suivi du suffixe diminutif ula donnant "petite chainette" et Spora du grec ancien σπορά, sporá (ensemencement).